# Synallaxis moesta
Synallaxis moesta là một loài chim trong họ Furnariidae.